# 파주시 갑
파주시 갑은 대한민국의 국회의원 선거구이다. 경기도 파주시의 일부 지역을 관할한다. 본 선거구의 제22대 국회의원은 더불어민주당의 윤후덕이다.

## 역사
제19대 국회의원 선거를 앞두고 파주시 선거구가 갑, 을로 분구되면서 신설되었다.
제22대 국회의원 선거를 앞두고 조리읍, 광탄면, 탄현면을 파주시 을 선거구로 넘겼다.

## 관할 구역
| 대수      | 관할 구역                                                           |
| --------- | ------------------------------------------------------------------- |
| 19대~21대 | 파주시 조리읍, 광탄면, 탄현면, 교하동, 운정1동, 운정2동, 운정3동    |
| 22대~     | 파주시 교하동, 운정1동, 운정2동, 운정3동, 운정4동, 운정5동, 운정6동 |

## 역대 국회의원
| 선거   | 정당 | 정당         | 의원   |
| ------ | ---- | ------------ | ------ |
| 2012년 |      | 민주통합당   | 윤후덕 |
| 2016년 |      | 더불어민주당 | 윤후덕 |
| 2020년 |      | 더불어민주당 | 윤후덕 |
| 2024년 |      | 더불어민주당 | 윤후덕 |

## 역대 선거 결과

### 대한민국 제19대 국회의원 선거
|  | 57.45% |

|  | 42.54% |

### 대한민국 제20대 국회의원 선거
|  | 51.56% |

|  | 34.41% |

|  | 12.75% |

|  | 1.26% |

### 대한민국 제21대 국회의원 선거
|  | 60.93% |

|  | 37.33% |

|  | 0.91% |

|  | 0.82% |

### 대한민국 제22대 국회의원 선거
|  | 63.43% |

|  | 36.56% |

2024년 2월 더불어민주당은 당내 경선을 통하여 현 지역구 국회의원인 윤후덕 후보를 공천했다. 2월 28일 국민의힘은 대통령 직속 청년위원장을 지낸 박용호 후보를 우선추천의 형태로 공천했다. 진보당에서는 3선 파주시의원(2010. 7.~2020. 5.)을 지낸 안소희 후보를 공천하기로 하였다. 2024년 2월 29일, 대한민국 제22대 국회의원 선거 선거구 획정에 따라 파주시 갑 지역구의 관할 구역이 "교하동, 운정1동, 운정2동, 운정3동, 운정4동, 운정5동, 운정6동"으로 획정되었다. 이후 2024년 3월, 더불어민주당과 진보당은 후보 단일화를 하기로 하였다. 3월 17~18일 경선 여론조사를 실시하였으며, 경선 결과 더불어민주당 윤후덕 후보가 야권 단일 후보로 선출되었다.
대한민국 제22대 국회의원 선거 결과, 더불어민주당의 윤후덕 후보가 당선되면서 4선 국회의원 고지에 올랐다. 윤후덕 후보자는 92,611표를 득표하면서, 득표율 63.43%로 당선되었다. 반면 국민의힘 박용호 후보는 53,374표, 득표율 36.56%를 기록하였다.

## 같이 보기
- 경기도의 선거구
- 파주시
- 파주시의 국회의원